# Albrecht von Brandenburg

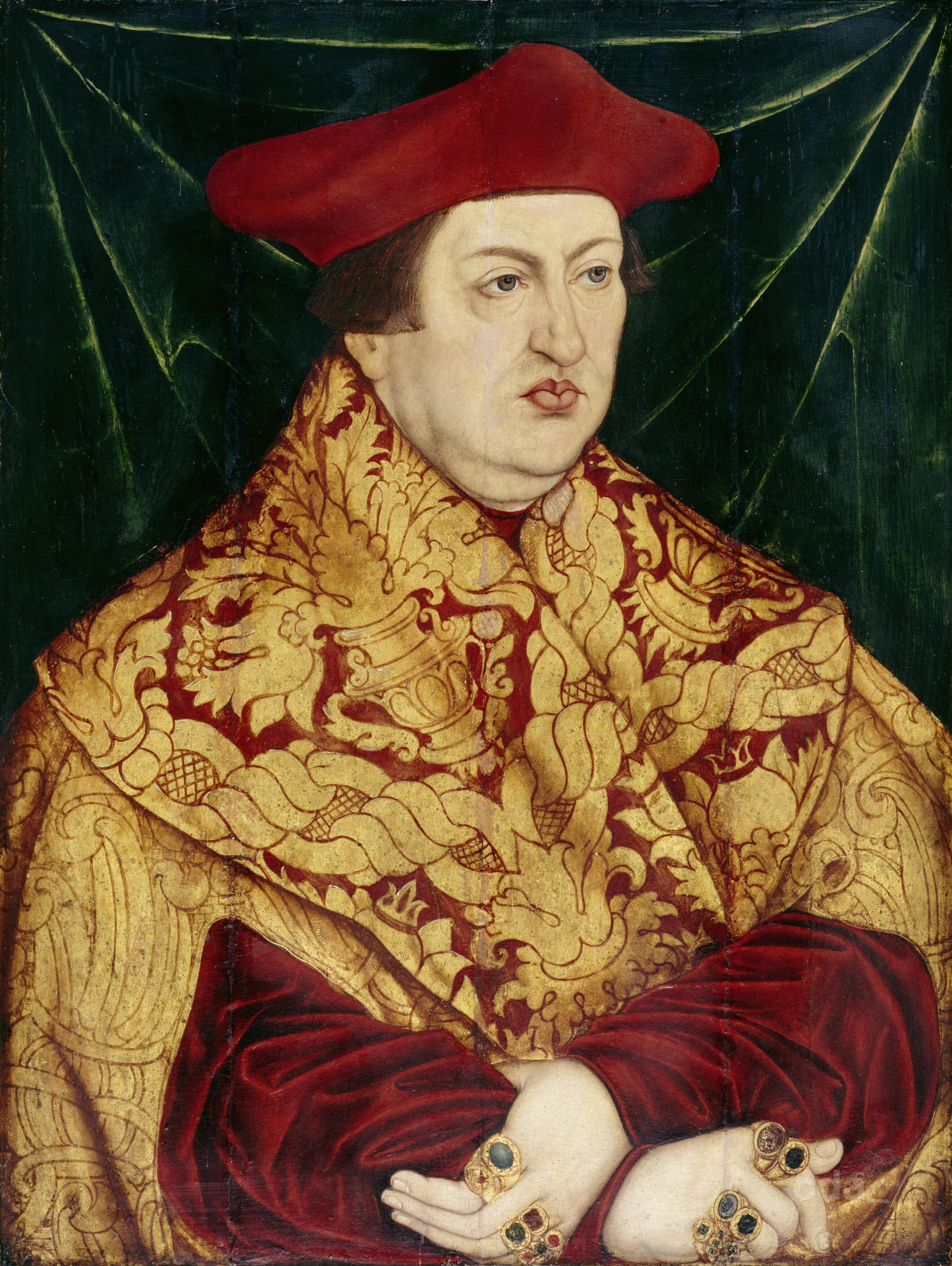
Lucas Cranach d. Ä., Kardinal Albrecht von Brandenburg, nach 1529, Jagdschloss Grunewald

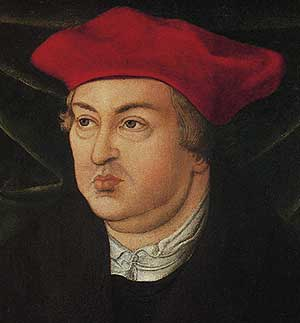
Werkstatt von Lucas Cranach dem Älteren, Albrecht von Brandenburg (Ausschnitt), 1543, Landesmuseum Mainz

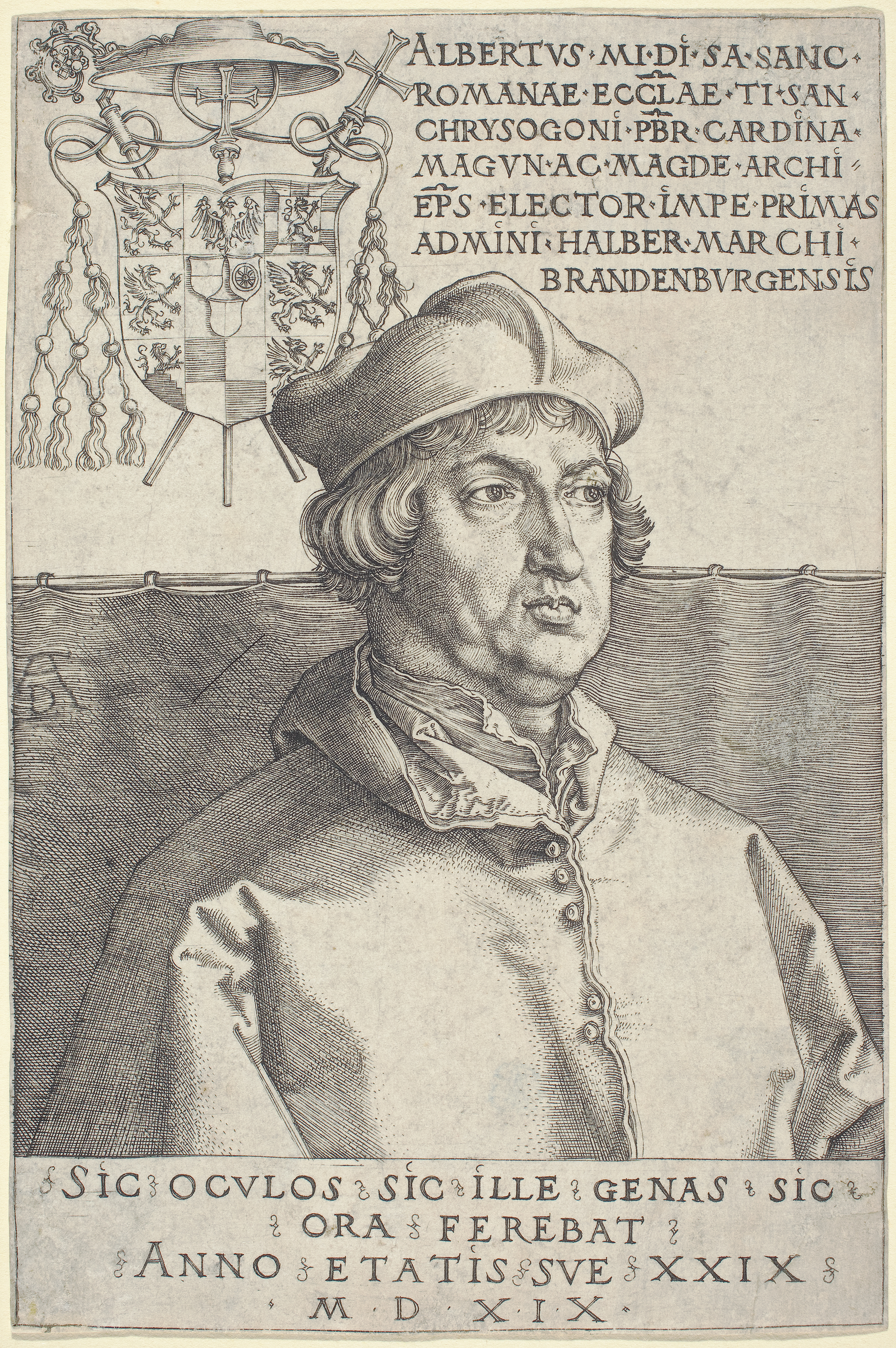
Albrecht von Mainz, Albrecht Dürer, 1519

Albrecht von Brandenburg (* 28. Juni 1490 in Cölln an der Spree; † 24. September 1545 auf der Martinsburg zu Mainz) aus dem Haus Hohenzollern war zunächst gemeinsam mit seinem älteren Bruder Joachim I. Nestor regierender Markgraf Brandenburgs (als Albrecht IV.). Dann trat er in den geistlichen Stand ein, wurde 1513 (ebenfalls als Albrecht IV.) Erzbischof von Magdeburg und (als Albrecht V.) Apostolischer Administrator für das vakante Bistum Halberstadt. 1514 wurde er zudem Erzbischof von Mainz und damit zugleich Kurfürst und Erzkanzler des Heiligen Römischen Reiches. 1518 erlangte er die Würde eines Kardinals mit der Titelkirche San Crisogono, seit 1521 außerdem mit der Titelkirche San Pietro in Vincoli.
Als Förderer des Ablasshandels und ranghöchster geistlicher Würdenträger des Heiligen Römischen Reiches war er einer der wichtigsten und bekanntesten Gegenspieler Martin Luthers.

## Leben
Albrecht war der zweite Sohn und das siebente und jüngste Kind des Kurfürsten Johann Cicero von Brandenburg. Er war 1506 – zumindest nominell – beteiligt, als sein Bruder Joachim I. Nestor die Universität in Frankfurt an der Oder gründete. Dort studierte Albrecht auch. Er trat 1506 in den geistlichen Stand. 1513 wurde er im Alter von nur 23 Jahren Erzbischof von Magdeburg und Administrator des Bistums Halberstadt sowie 1514 Erzbischof und Kurfürst zu Mainz (entgegen dem kirchenrechtlichen Verbot, mehr als einen Bischofssitz innezuhaben, trat er die Nachfolge von Uriel von Gemmingen an).
Albrecht regierte von 1514 bis zu seiner Vertreibung am 21. Februar 1541 zumeist von seiner Residenz Moritzburg in Halle an der Saale aus.
Albrecht erfüllte nicht die geforderten Voraussetzungen für die Übernahme eines Bischofssitzes, hatte er doch das erforderliche Alter noch nicht erreicht. Er hatte auch keinen akademischen Abschluss; deswegen erhielt er 1513 einen Studiendispens. Für die fällige Bestätigungsgebühr (siehe: Simonie) lieh sich Albrecht von Jacob Fugger 20.000 Gulden, um der Kurie in Rom die Bestätigungsgebühr zu zahlen. Eine Delegation unter Leitung des Erzbischofs von Riga, Johannes Blankenfeld, reiste nach Rom, um sich in der Faktorei des Bankhauses Fugger im Vatikan das Geld auszahlen zu lassen. Die Transaktion und Mission lief reibungslos, bis der Erzbischof von Salzburg, Matthäus Lang von Wellenburg, Einwände gegen die beabsichtigte Ämterhäufung Albrechts erhob. Papst Leo X. forderte von Albrecht daraufhin eine noch höhere Bearbeitungsgebühr.
Albrechts Berater empfahlen ihm einen Ablasshandel, um seine Darlehensschuld an Jakob Fugger zurückzahlen zu können. Albrecht schlug dem Papst 1514 die Ausschreibung eines besonderen Ablasses vor, der in seinen Bistümern sowie dem heimischen Bistum Brandenburg verkündet werden sollte und dessen Einnahmen je zur Hälfte für den Neubau des Petersdoms und für Albrechts Kasse bestimmt sein sollte. Die päpstliche Bulle wurde am 31. März 1515 ausgestellt.
Die unlauteren Methoden des in Albrechts Auftrag in den Bistümern Halberstadt und Magdeburg tätigen Ablasspredigers, des Dominikaners Johann Tetzel, veranlassten Luther, 95 Thesen gegen den Ablasshandel zu publizieren. Dadurch geriet Albrecht, obwohl er dem Humanismus zuneigte und 1515 Ulrich von Hutten nach Halle an seinen Hof berufen hatte, von vornherein in einen Gegensatz zur lutherischen Reformation. Anfangs suchte Albrecht zu vermitteln und eine allgemeine Reform der Kirche durch ein Konzil herbeizuführen; er wandte sich später aber gegen die Reformation. Martin Luther, der große Hoffnungen in Albrecht gesetzt hatte, erkannte bald, dass mit ihm kein Kompromiss möglich war.
Als sich die Bevölkerung von Albrechts Residenzstadt Halle der Reformation zuwandte, ergriff der Erzbischof verschiedene Maßnahmen, um die herkömmliche Kirchenordnung in der Stadt zu stabilisieren. Sie wurden begleitet von umfänglichen urbanistischen Veränderungen, die eher das Ziel hatten, die Bürgerstadt Halle zur fürstlichen Residenz umzugestalten. Albrecht ließ zwei alte, in bzw. vor der Stadt gelegene Stifte und ein von der Reformation erfasstes Kloster auflösen, um deren Vermögenswerte in das von ihm 1520 gegründete „Neue Stift“ zu überführen. Dessen Kirche, die Kirche eines umgesiedelten Dominikanerklosters, ließ er zu seiner Hof- und Grabkirche um- und ausgestalten. Dabei scheute er keine Kosten und ließ die bildkünstlerische Ausstattung überwiegend von Lucas Cranach dem Älteren mit 16 Passionsaltären mit 140 Bildern anfertigen, wovon sich nur zwei Altäre und einzelne Flügel erhalten haben. Unmittelbar neben dem „Neuen Stift“ errichtete er die später so genannte „Neue Residenz“, in der er eine ebenso aufwendige wie kunstsinnige Hofhaltung entfaltete. An Albrechts Hof wurde auch sein Patensohn Herzog Moritz von Sachsen erzogen. Durch seinen Lebensstil häufte Albrecht exorbitante Schulden an, die ihn schließlich zwangen, seine Residenz in Halle aufzugeben.
Im März 1518 erhob Papst Leo X. den Mainzer Erzbischof zum Kardinal und wies ihm als römische Titelkirche im Juli des Jahres San Crisogono zu, Anfang des Jahres 1521 wechselte Albrecht zur Titelkirche San Pietro in Vincoli.
Albrechts reichspolitische Aktivitäten zielten vor allem auf eine Sicherung des Status quo. Am 19. Juli 1525 beteiligte sich der Erzbischof an der Gründung des antilutherischen Dessauer Bundes und sah sich dennoch 1528 gezwungen, mit Landgraf Philipp von Hessen den Vertrag von Hitzkirchen zu schließen, in dem er auf die geistliche Gerichtsbarkeit über Hessen Verzicht leistete. 1530 in Augsburg rief Albrecht zum Frieden und zur gemeinschaftlichen Abwehr der Türken auf; 1534 vermittelte er mit Herzog Georg von Sachsen zwischen den protestantischen Fürsten und dem römischen König Ferdinand I. den Vergleich von Kaaden. 1538 trat Albrecht dem Nürnberger Bund bei, der gegen den Schmalkaldischen Bund gerichtet war. Dieser Schritt und die Hinrichtung des Hans von Schönitz, eines ehemaligen, aber inzwischen in Ungnade gefallenen Günstlings Albrechts, veranlassten Luther zu einer sehr heftigen Schmähschrift gegen Albrecht. Dieser veranlasste auf dem Reichstag zu Speyer 1544 den hinsichtlich der evangelischen Stände zweideutigen Reichsabschied und traf mit den katholischen Fürsten vorläufige Verabredungen zu dem bald ausbrechenden Krieg.

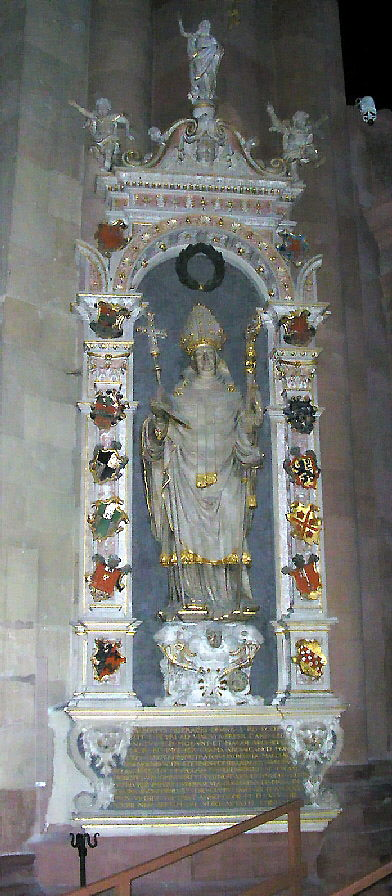
Grabdenkmal Albrechts im Mainzer Dom

Albrecht bewilligte den protestantischen Landständen im Stift Magdeburg (gegen Übernahme seiner Schulden) freie Religionsausübung und zog sich nach 27-jähriger Hofhaltung 1541 endgültig aus Halle (Saale) zurück. Er riet dem Kaiser zur Gewalt gegen die Protestanten. Er war der erste von allen deutschen Fürsten, die den 1540 gegründeten Jesuitenorden auf ihrem Gebiet aufnahmen. Da er seine pompöse Grablege im Dom zu Halle hatte aufgeben müssen, verbrachte er wertvolle Teile der Grabausstattung in die Stiftskirche in Aschaffenburg (das zu Kurmainz gehörte), wo er sich seit 1541 häufig aufhielt.
Er starb 1545 und wurde im Chor des Mainzer Doms bestattet. Sein ursprünglich für Halle geplantes Grabdenkmal aus Bronze steht heute noch teilweise in der Aschaffenburger Stiftskirche, da ein Begräbnis im reformatorisch gewordenen Halle undenkbar geworden war. Testamentarisch bestimmte er für seine Beisetzung in Mainz eine flache Grabplatte über seinem Grab und ein steinernes Grabdenkmal an einem Pfeiler des Seitenschiffs zwischen Markteingang und Hochaltar. Daneben befindet sich heute die Grabplatte mit seinem Wappen, die ursprünglich im Westchor lag. Das Grabdenkmal, das mit einer Standfigur im Architekturrahmen der Tradition der Denkmäler seiner Vorgänger entspricht, schuf der Mainzer Bildhauer Dietrich Schro, dessen Vater Peter bereits für den Kardinal tätig war.
Als Erzbischof von Mainz versuchte er in den Jahren 1515 und 1516 erfolglos, die in Mainz lebenden Juden zu vertreiben.

## Wappen

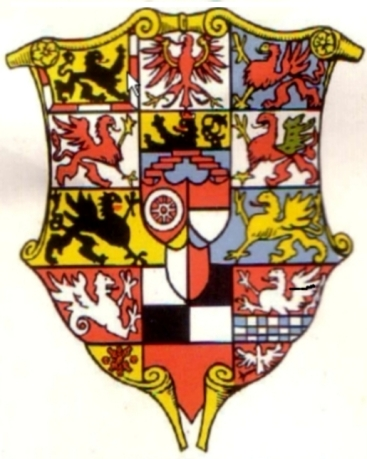
Das Große Wappen

Das Große Wappen, 15-teilig, wie es auf den verschiedenen Siegeln, Medaillen, Bildern und auf der bronzenen Grabplatte im Mainzer Dom erscheint, zeigt auf einem Schild in charakteristisch geschweifter Form in fünf Wappenreihen von oben links (heraldisch rechts):
- Feld 1, auf goldenem Grund einen rotbewehrten schwarzen Löwen, ringsum zwölfmal in silber-rot gestückter Bord (Burggrafenschaft Nürnberg),
- Feld 2, auf silber/weißem Grund einen goldbewehrten, roten Adler mit goldenen Kleestengeln (Markgrafschaft Brandenburg),
- Feld 3, auf blauem Grund einen goldbewehrten roten Greif (Herzogtum Stettin),
- Feld 4, auf silber/weißem Grund einen goldbewehrten roten Greif (Herzogtum Pommern),
- Feld 5, geteilt, auf goldenem Grund einen wachsenden rotgekrönten und -bewehrten schwarzen Löwen über einer roten Stiege auf blauem Grund (Herrschaft Rügen),
- Feld 6, auf silber/weißem Grund einen goldbewehrten, roten Greif mit grünen Flügeln (Herzogtum Wenden),
- Feld 7, auf goldenem Grund einen schwarzen Greif (Herzogtum Kassuben),
- Feld 8, der Herzschild, drei Schilde (2 + 1) gestellt, die geistlicher Herrschaft, auf rotem Grund ein silbernes Rad (Mainz), daneben rot-silber geteilt (Magdeburg), darunter silber-rot gespalten (Halberstadt),
- Feld 9, auf blauem Grund einen goldenen Greif (Herrschaft Rostock),
- Feld 10, auf rotem Grund einen silbernen Fischgreif (Herrschaft Usedom),
- Feld 11, der Zollernschild, silber-schwarz geviert (Stammwappen des Hauses Hohenzollern),
- Feld 12, geteilt, auf rotem Grund einen wachsenden silbernen Greif, unten blau-silber Schach (Herzogtum Wolgast),
- Feld 13, auf goldenem Feld ein rotes Schrägkreuz mit je einer roten Rose in den Winkeln (Herrschaft Gützkow),
- Feld 14, rotes Feld – Hoheits- oder Blutbannschild, als Zeichen der hohen Gerichtsbarkeit über Leben und Tod,
- Feld 15, auf rotem Grund einen silbernen Adler goldbewehrt (Herrschaft Ruppin).

## Konkubinat

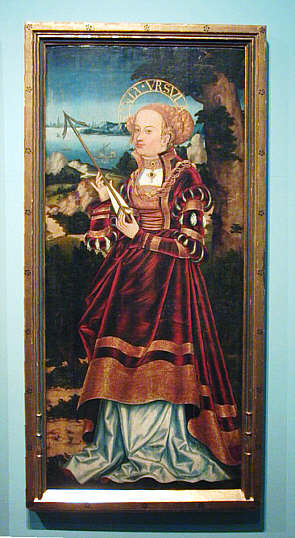
Leys Schütz als Hl. Ursula

Wie andere hochrangige Geistliche seiner Zeit lebte auch der Erzbischof Albrecht von Magdeburg im Konkubinat, beschenkte seine Geliebten und begünstigte die gemeinsamen Kinder, soweit das möglich war, ohne erheblich Anstoß zu erregen. Da solche Beziehungen – zumal bei Geistlichen – nicht rechtlich sanktioniert werden konnten und sollten, blieb jedoch vieles im Dunkeln und gibt der Forschung bis heute Rätsel auf. Deswegen finden sich in der Literatur verschiedene Angaben zu Albrechts Geliebten. Der Mainzer Heimatforscher Franz Joseph Bodmann hat im Jahr 1800 eine Redingerin als Konkubine genannt. Die neuere Forschung fand keine Beweise für diese Person, sondern geht vielmehr davon aus, dass er nacheinander mit Elisabeth „Leys“ Schütz aus Mainz und der Frankfurter Witwe Agnes Pless, geborene Strauß in einem eheähnlichen Verhältnis lebte. Mit Leys Schütz hatte er eine Tochter namens Anna, die er mit seinem Sekretär Joachim Kirchner verheiratete. Beide hatten wiederum einen Sohn namens Albrecht. Agnes Pless, eine erfolgreiche Geschäftsfrau, besaß in ihrer hallischen Zeit einen eigenen Hof in der Stadt und wurde später von Albrecht zur Vorsteherin eines Beginenhauses gemacht, das er im Aschaffenburger Schöntal gegründet hatte.
Albrecht konnte aus diesen Beziehungen kein Geheimnis machen. Es wird vermutet, dass Leys auf einigen Gemälden von Cranach dargestellt ist. Ein Bild zeigt die Geliebte als Ehebrecherin aus dem Johannesevangelium. Der Kardinal selber ist in der Menge dargestellt, im Gegensatz zu den anderen, die im Begriff sind, die Sünderin zu steinigen, aber mit bewusst offenen, leeren Händen. Zwei Cranach-Tafelpaare in Aschaffenburg zeigen Albrecht und seine Lebensgefährtin als Heiligen Martin bzw. Heiligen Erasmus und Heilige Ursula, ein weiteres Tafelpaar im Jagdschloss Grunewald (Inv. Nr. GK I 9369 u. 9370) zeigt Albrecht abermals als Heiligen Erasmus mit der Heiligen Ursula.

## Albrecht als Kunstmäzen und Renaissancefürst
Obwohl Albrecht von Brandenburg die transalpinen Reichsgebiete nie verlassen hatte, wusste er doch von den neuesten Kunstentwicklungen im Europa seiner Zeit. Er stand in Verbindung mit Humanisten und Künstlern und wurde ein Freund der Wissenschaften und Förderer der Künste. (Überlegungen Albrechts, in Halle eine konfessionelle Universität zu gründen, wurden jedoch nicht umgesetzt.) Ähnlich wie Kurfürst Friedrich der Weise von Sachsen Wittenberg ausbaute, plante Albrecht den Ausbau der Stadt Halle zur Residenz des Erzstifts Magdeburg. Er ließ den Halleschen Dom zur Kirche des „Neuen Stifts“ umbauen. Für die Innengestaltung des Domes gab er bei Lucas Cranach d. Ä. 16 Altarretabel mit insgesamt 142 Bildern in Auftrag, die in fünf Jahren gemalt werden sollten. Dies war der größte Gemäldeauftrag der deutschen Kunstgeschichte. Zusätzlich ließ er von Grünewald den Erasmus-Mauritius-Tafelaltar malen und holte sogar den Künstler nach Halle, wo dieser allerdings bald starb. Albrecht bestellte auch Bildwerke bei Hans Baldung Grien und einen Zyklus von 18 lebensgroßen Heiligenstatuen bei Peter Schro in Mainz, die noch heute im Halleschen Dom zu bewundern sind. Bei derselben Werkstatt ließ er auch verschiedene Wappensteine und Denkmäler für die Stadt Mainz herstellen, darunter 1526 den Mainzer Marktbrunnen. Den Kirchenschatz von Halle und eine Reliquiensammlung, das „Hallesches Heiltum“, die er von seinem Amtsvorgänger übernommen hatte, bereicherte er außerordentlich. In Dresden haben sich zwei mit Süßwasserperlen bestickte Prachtmitren des Albrecht von Brandenburg erhalten. In Rom, das Albrecht nie gesehen hat, stiftete er an der deutschen Nationalkirche Santa Maria dell’Anima die sogenannte Markgrafenkapelle.
Albrechts Aufträge haben auch das Stadtbild Halles bis heute geprägt. Er ließ anstelle zweier Kirchen die eindrucksvolle Marienkirche am Markt bauen und führte neben anderen Bauformen der Frührenaissance den Rundbogengiebel in Deutschland ein. Albrecht ließ dem Dom einen Giebelkranz aufsetzen, der deutliche Bezüge zur zeitgenössischen Architektur Venedigs (z. B. Rund-Giebel der Scuola San Marco von 1495) zeigt. Die an einem Flussarm errichtete, sogenannte Neue Residenz Albrechts besaß einst einen vierseitigen Arkadenhof. Teile der Anlage existieren zwar noch, haben aber durch eine zeitweilige Nutzung als Fabrik und umfangreiche Umbauten erheblich an Glanz eingebüßt. 1529 ließ er aus hygienischen Gründen die innerstädtischen Friedhöfe in Halle schließen und nach dem Vorbild italienischer Camposanto-Friedhöfe den von einem Bogengang umgebenen Stadtgottesacker anlegen.

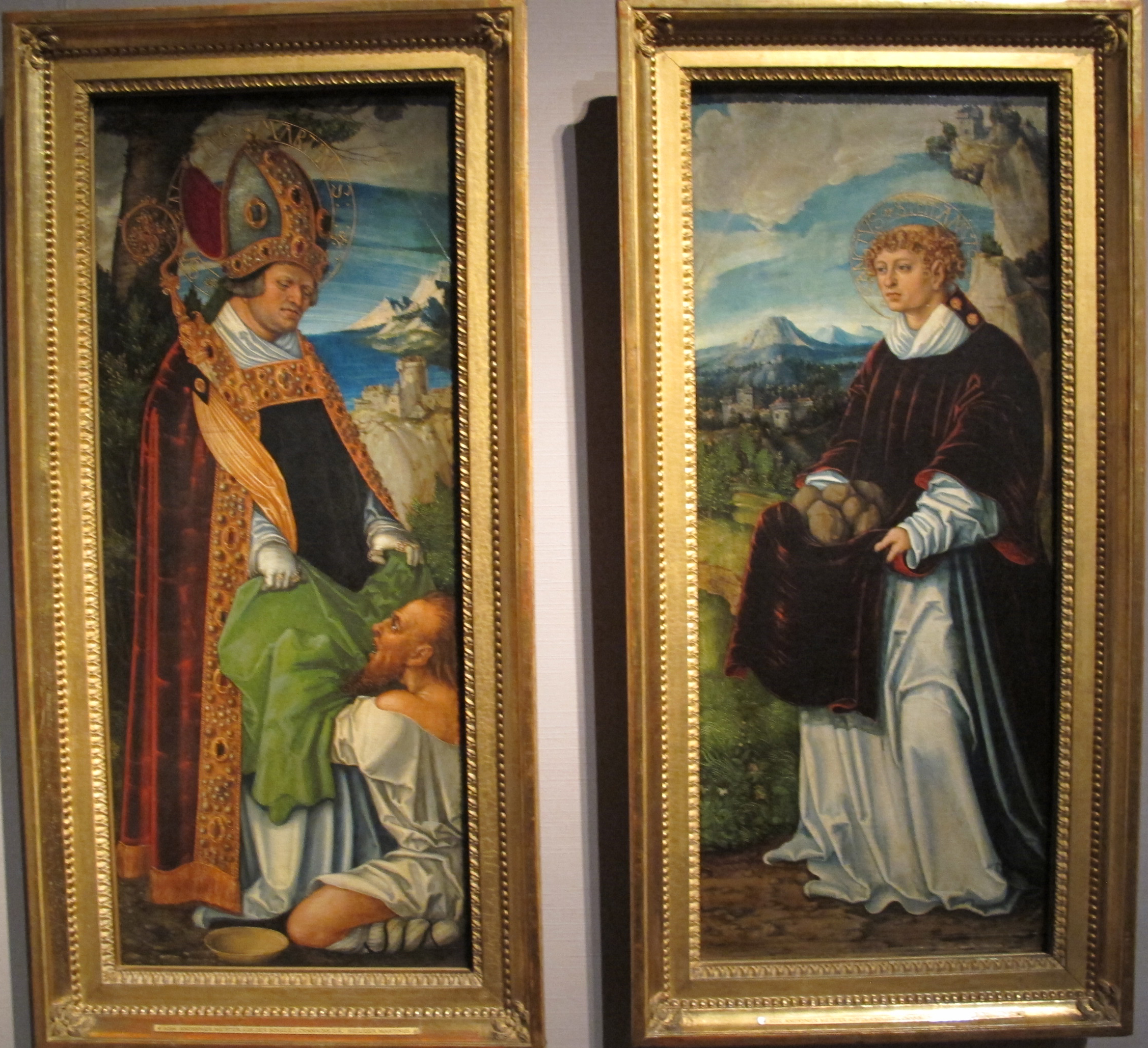
Der hl. Martinus (mit den Gesichtszügen des Kardinals Albrecht) und der hl. Stephanus von Lucas Cranach d. Ä., Staatsgalerie Aschaffenburg

Als er 1541 Halle wegen der Reformation verlassen musste, nahm er viele seiner gestifteten Kunstschätze mit. So kamen zahlreiche Cranach-Bilder und ein Reliquien-Kalender (zu jedem Tagesheiligen wurde eine Reliquie gesammelt) in den Besitz der Stiftskirche St. Peter und Alexander in Aschaffenburg; mit anderen Kunstwerken schmückte er die Zweitresidenz der Mainzer Kurfürsten, das Schloss Johannisburg in Aschaffenburg. Die damals noch mittelalterliche Anlage wurde 1552 im Markgräflerkrieg geplündert und zerstört, wobei auch viele Kunstschätze, die Albrecht nach Aschaffenburg mitgebracht hatte, verlorengingen. 1803 ließ der Fürstprimas Carl Theodor von Dalberg die aus dem Dom zu Halle stammenden Altarretabel sowie etliche Einzelbilder von Cranach und seiner Werkstatt aus der Aschaffenburger Stiftskirche in das Schloss Johannisburg bringen, wo bereits seit 1794 ein Großteil der kurfürstlichen Gemäldesammlung aus Mainz hing. Obwohl das Schloss 1945 bei der Schlacht um Aschaffenburg fast vollständig ausbrannte, konnten die kostbaren Sammlungen gerettet werden und sind heute im wieder aufgebauten Schloss Johannisburg als Bestandteile der Staatsgalerie Aschaffenburg zu bewundern. Die dortige Cranach-Sammlung Kardinal Albrechts gilt als die bedeutendste Europas. Neben 17 teils aus mehreren Tafeln bestehenden Altarflügeln und Einzelgemälden aus der Cranach-Werkstatt sind 9 eigenhändige Werke des älteren und 2 des jüngeren Cranach ausgestellt. Dazu zählen die berühmte Kreuzigungsgruppe mit dem Centurio Longinus, der Zug der Israeliten durch das Rote Meer, die Porträts von Albrechts älterem Bruder, Kurfürst Joachim I. Nestor sowie des sächsischen Kurfürsten Georgs des Bärtigen und seines Sohnes Johann, ferner eine Darstellung des Kardinals Albrecht als prächtig gekleideter und geschmückter heiliger Martin und eine Kreuzigungsgruppe von Hans Baldung Grien, zudem eine große Anzahl teils bedeutender Gemälde von Schülern Cranachs. Einige weitere Altäre und Gemälde der Schule sind auch in der Stiftskirche und ihrem Museum erhalten.
Albrecht sah sein Mäzenatentum als gottgefälliges Werk für sein Seelenheil und finanzierte diese Arbeiten mit dem schon erwähnten, insbesondere der Renovierung der Peterskirche in Rom zugutekommenden Ablasshandel.

## Musikalische Rezeption
In der Oper Mathis der Maler (1938) von Paul Hindemith, in der Albrecht von Brandenburg eine Hauptrolle singt (Tenor), wird im zweiten, fünften und sechsten Bild die Widersprüchlichkeit seines Wesens dramaturgisch thematisiert: seine Großzügigkeit als Kunstmäzen sowie die transzendentale Bedeutung der Malerei für ihn, sein ambivalentes Verhältnis zu Luther und der Reformation sowie seine gemutmaßte (nicht endgültig bewiesene) Liebschaft zur Bürgertochter Ursula Rehdingerin (in der Oper: Ursula Riedinger).

## Büste in der Siegesallee
Für die ehemalige, oft als „Puppenallee“ belächelte Berliner Siegesallee gestaltete der Bildhauer Johannes Götz eine marmorne Büste Albrechts als Seitenfigur zum zentralen Standbild für seinen kurfürstlichen Bruder Joachim I. in der Denkmalgruppe 19, enthüllt am 28. August 1900. Götz stellte Albrecht mit einer mützenartigen Kopfbedeckung und einem Kapuzenmantel aus Damast nach dem Vorbild des Cranachschen Gemäldes von 1527 dar. Im Gegensatz zu Cranach, der Albrecht als Heiligen Hieronymus auffasste, hebt die Büste Albrechts Jugendlichkeit hervor. Sein Mäzenatentum und sein Kunstinteresse betonte Götz, indem er Albrecht in tiefer Betrachtung einer Apostelfigur Peter Vischers präsentierte. Die allegorische Darstellung eines Puttos in der Banklehne, der das Dürersche Porträt Maximilians zeichnet, unterstreicht das Kunstverständnis Albrechts zusätzlich. Eine zweite Figur begießt das Bäumchen der Reformation. Diese Darstellung verweist darauf, dass Albrecht der Reformation in seinen jüngeren Jahren wohlwollend gegenüberstand und sich erst nach den Bauernkriegen zu ihrem entschiedenen Gegner entwickelte. In den Büstensockel ist das Familienwappen eingelassen. Die Büste ist mit Bruchschäden und teilweise abgeplatztem Gesicht erhalten und ruht seit Mai 2009 in der Zitadelle Spandau. Die Architekturteile der Denkmalgruppe und damit auch die allegorischen Bilder der Banklehne sind verschollen.